# Isola Macquarie

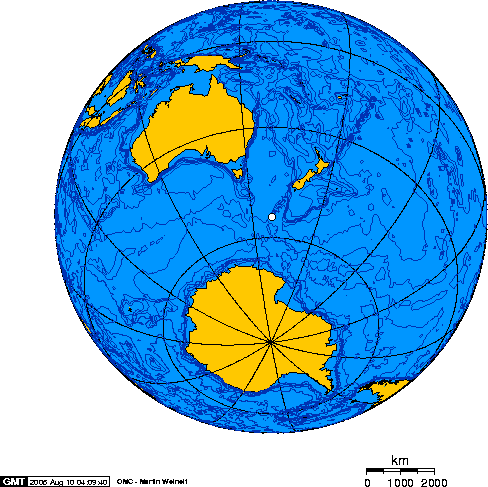
Proiezione ortografica centrata sull'Isola Macquarie

L'Isola Macquarie è un'isola che si trova nell'oceano Pacifico sud-occidentale, circa a metà strada fra la Nuova Zelanda e l'Antartide. L'isola appartiene alla municipalità di Huon Valley dello stato australiano della Tasmania.

## Geografia
L'isola Macquarie è lunga approssimativamente 34 chilometri e larga fino a 5, per un'area complessiva di circa 128 km². I punti più alti sono il monte Elder, sulla cresta costiera nord-orientale con i suoi 385 m, e i monti Hamilton e Fletcher a sud che raggiungono i 410 m.
Vicino all'Isola Macquarie vi sono due piccoli gruppi di isole minori, Judge and Clerk Islets, 11 km a nord (54°21′S 159°00′E), e Bishop e Clerk Islets, 33 km a sud; quest'ultime rappresentano il punto più meridionale sia dell'Australia (escluso il Territorio Antartico Australiano) che della Tasmania.

## Storia
Mentre era alla ricerca di nuovi territori in cui proseguire la sua attività di cacciatore di foche, nel luglio 1810 Frederick Hasselborough scoprì accidentalmente l'isola Macquarie. Nello stesso anno egli dichiarò l'isola "possedimento britannico" e annesse l'isola alla colonia del Nuovo Galles del Sud. L'isola deve il suo nome al colonnello Lachlan Macquarie (1762-1824), governatore del Nuovo Galles del Sud fra gli anni 1810 e 1821 e considerato da molti come il vero fondatore dell'Australia.
La prima mappa dell'isola venne redatta da Fabian Gottlieb von Bellingshausen, durante un'esplorazione compiuta per conto di Alessandro I di Russia. Bellingshausen approdò sull'isola il 28 novembre 1820, definì la sua posizione geografica e scambiò il suo rum coi cacciatori di foche per ricevere in cambio esemplari della fauna dell'isola.
Nel 1890 l'amministrazione dell'isola venne trasferita dal Nuovo Galles del Sud alla Tasmania, che la diede in affitto a Joseph Hatch (1837-1928) fra il 1902 e il 1920. Negli anni compresi fra il 1911 e il 1914 l'isola divenne una base per la spedizione di Sir Douglas Mawson. Fra il 1911 e il 1915 fu anche in funzione un osservatorio meteorologico.
Nel 1933 l'isola ottenne lo status di Santuario della Natura e, il 26 dicembre 1947, il governo britannico trasferì la sovranità dell'isola al Commonwealth australiano, sotto l'amministrazione del Territorio Antartico Australiano. Oggi l'isola fa parte dello Stato della Tasmania.
Nel 1978 l'isola divenne una riserva naturale e nel 1997 entrò a far parte dell'elenco dei Patrimoni mondiali dell'umanità dell'UNESCO.
Il 23 dicembre 2004, 3 soli giorni prima del disastroso Maremoto dell'Oceano Indiano, un terremoto di magnitudo 8,1 sulla scala Richter scosse l'isola, ma causò pochi danni.

## Demografia
La Divisione Antartica Australiana mantiene una base permanente sull'isola Macquarie. Gli abitanti della base, cioè i soli abitanti dell'isola, variano in numero fra 20 e 40 durante l'anno.

## Fauna
La fauna che si può trovare sull'isola comprende varie specie di artocefali, elefanti marini (più di 80.000 esemplari), pinguini reali dal ciuffo dorato (che nidificano esclusivamente su quest'isola), pinguini reali, pinguini saltatori e pinguini becco-rosso. Sull'isola sono stati introdotti in passato conigli, che si sono poi moltiplicati fino al numero oggi stimato di 100.000 esemplari. La popolazione di gatti rinselvatichiti, al contrario, è stata dichiarata completamente sradicata nel 2002.
Nel settembre 2006 avvenne una grave frana nella parte orientale dell'isola, in un luogo conosciuto col nome di Lusitania Bay, che distrusse un'importante area di nidificazione per i pinguini. La frana venne probabilmente causata da più concause: forti piogge primaverili associate con la grave erosione del suolo causata dai conigli. L'Amministrazione dei Parchi della Tasmania ha raggiunto nel 2012 lo scopo di eradicare completamente topi, ratti e conigli dall'isola "Macquarie Island declared pest free". ABC News. Australia. 7 April 2014..

### Uccelli
Essendo l'isola Macquarie un luogo isolato, gli uccelli dell'isola sono prevalentemente uccelli marini. Le specie predominanti, oltre ai già citati pinguini (oltre un milione di esemplari tra le varie specie presenti), sono procellarie e albatros. Sono presenti poi alcuni uccelli migratori, come passeriformi provenienti dalla Nuova Zelanda e dall'Australia.
La già citata introduzione di specie esterne (soprattutto topi, conigli e gatti) ha causato enormi problemi alle specie di uccelli dell'isola Macquarie, portandone alcune sull'orlo dell'estinzione. Oltre al contrasto del problema dell'erosione, lo sradicamento delle specie ha lo scopo anche di preservare le specie in pericolo.